# Unterdietfurt

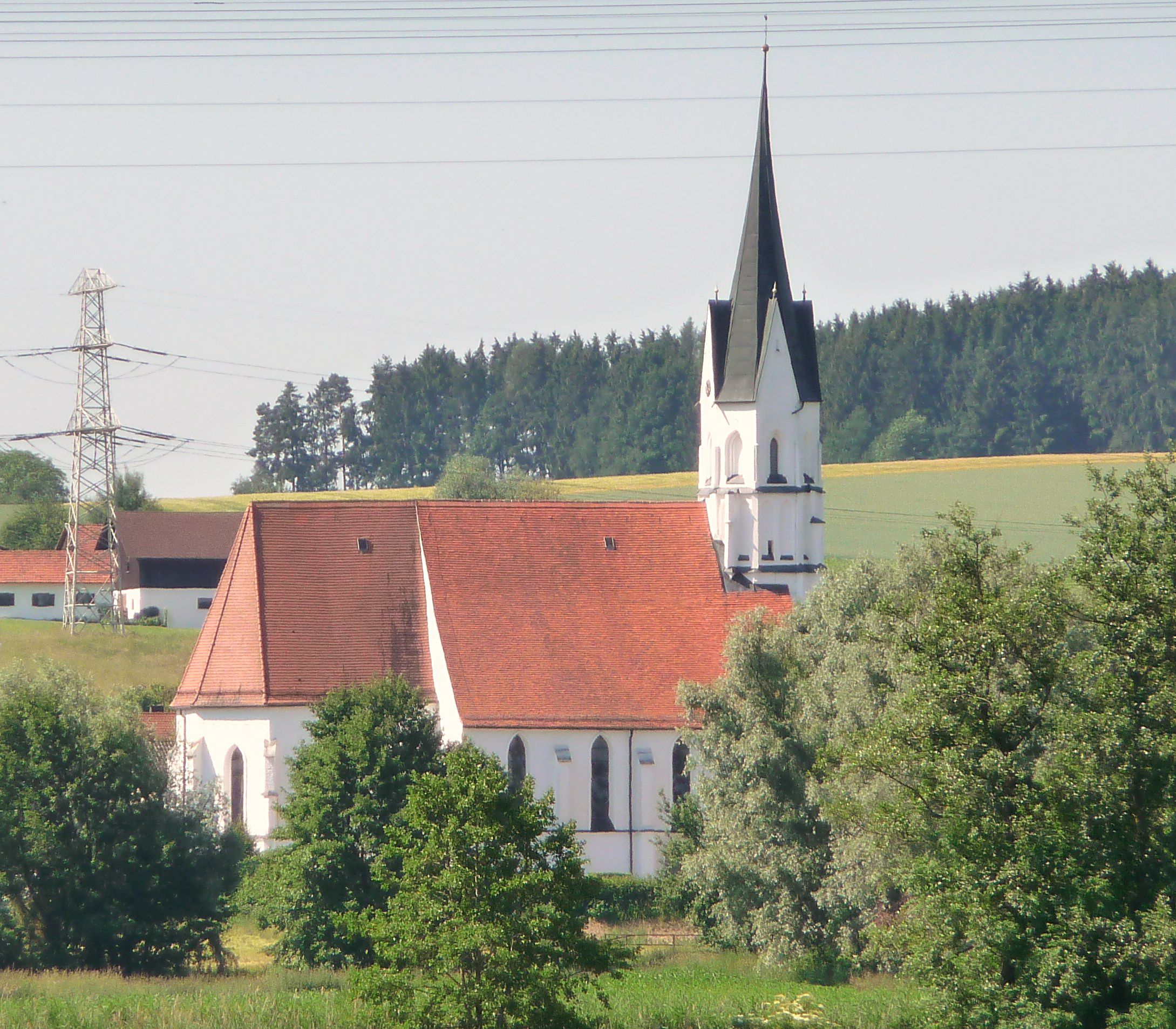
Die katholische Pfarrkirche Maria Heimsuchung

Unterdietfurt ist eine Gemeinde im niederbayerischen Landkreis Rottal-Inn.

## Geografie

### Geografische Lage
Unterdietfurt liegt in der Region Landshut im Tal der Rott unweit der B 388 und an der Regionalbahnstrecke Passau–Mühldorf, deren nächstgelegene Bahnstation im 4 km entfernten Massing liegt. Unterdietfurt befindet sich etwa 8 km westlich von Eggenfelden, 22 km nördlich von Altötting, 25 km nordöstlich von Mühldorf, 27 km südöstlich von Vilsbiburg und 23 km von der Kreisstadt Pfarrkirchen entfernt.

### Gemeindegliederung
Es gibt 29 Gemeindeteile (in Klammern ist der Siedlungstyp angegeben):
- Attenham (Dorf)
- Bergham (Einöde)
- Ed (Weiler)
- Engl (Einöde)
- Habach (Weiler)
- Handloh (Einöde)
- Handwerk (Weiler)
- Hebersberg (Weiler)
- Hintersarling (Dorf)
- Holzleiten (Weiler)
- Huldsessen (Kirchdorf)
- Kag (Einöde)
- Kaiwimm (Weiler)
- Kochreit (Weiler)
- Kreuzöd (Einöde)
- Mainbach (Dorf)
- Moser am Berg (Einöde)
- Neuaich (Kirchdorf)
- Neukirchen (Dorf)
- Nöhag (Weiler)
- Obermaisbach (Dorf)
- Prüll (Dorf)
- Sprinzenberg (Dorf)
- Thal (Einöde)
- Überackersdorf (Dorf)
- Unterdietfurt (Pfarrdorf)
- Vordersarling (Dorf)
- Waisenberg (Weiler)
- Winichen (Einöde)

Es gibt die Gemarkungen Unterdietfurt und Huldsessen.

## Geschichte

### Bis zur Gemeindegründung
Es wurde schon im 8. Jahrhundert urkundlich erwähnt. Aus der Urpfarrei Dietfurt gingen das Obere und das Niedere Dietfurt hervor. Oberdietfurt ist heute Teil des Marktes Massing.
Unterdietfurt gehörte zum Rentamt Landshut und zum Landgericht Eggenfelden des Kurfürstentums Bayern. Im Zuge der Verwaltungsreformen in Bayern entstand mit dem Gemeindeedikt von 1818 die heutige Gemeinde.
Im 19. Jahrhundert waren Getreidebau und Viehzucht die Haupterwerbszweige. In den beiden Weltkriegen mussten insgesamt 146 Menschen ihr Leben lassen.

### 21. Jahrhundert
Im Jahr 2011 wurde ein neues Rathaus gebaut.

### Eingemeindungen
Mit der Gebietsreform in Bayern kam am 1. Januar 1972 Huldsessen zur Gemeinde Unterdietfurt. Es wurde aber am 1. Mai 1978 wieder abgetrennt und kam teilweise zu Eggenfelden und Falkenberg. Unterdietfurt ging eine Verwaltungsgemeinschaft mit den Gemeinden Massing und Geratskirchen ein. Im Jahr 1983 wurde die Abtrennung Huldsessens durch den Bayerischen Verwaltungsgerichtshof wieder aufgehoben und Huldsessen kam erneut zu Unterdietfurt. Schließlich trat Unterdietfurt 1986 aus der Verwaltungsgemeinschaft mit Massing und Geratskirchen aus.

### Einwohnerentwicklung
Zwischen 1988 und 2018 wuchs die Gemeinde von 1852 auf 2091 um 239 Einwohner bzw. um 12,9 %.
- 1961: 2095 Einwohner
- 1970: 1968 Einwohner
- 1987: 1844 Einwohner
- 1991: 1935 Einwohner
- 1995: 1987 Einwohner
- 2000: 2093 Einwohner
- 2005: 2122 Einwohner
- 2010: 2090 Einwohner
- 2015: 2079 Einwohner

## Politik

### Gemeinderat
Die Gemeinderatswahl 2020 erbrachte folgende Stimmenanteile und Sitzverteilung:
- Freie Wählergemeinschaft Unterdietfurt: 41,9 % (6 Sitze)
- Wählergemeinschaft Huldsessen und Umgebung: 40,9 % (6 Sitze)
- Sarlinger Wählergemeinschaft 17,2 % (2 Sitze)

### Bürgermeister
- Ehrenamtlicher erster Bürgermeister ist seit 1. Mai 2020 Bernhard Blümelhuber (Wählergemeinschaft Huldsessen und Umgebung). Sein Vorgänger Richard Schneider (Freie Wählergemeinschaft) war die drei Amtsperioden von 2002 bis 2020 im Amt. Bis 2002 war Josef Münch (Freie Wählergemeinschaft) erster Bürgermeister.

### Wappen
| Wappen von Unterdietfurt | Blasonierung: „In Blau ein goldener Schräglinksbalken, überdeckt von einem silbernen Wellenbalken, oben und unten je ein sechsstrahliger goldener Stern.“ |
| Wappen von Unterdietfurt | |

## Kultur und Sehenswürdigkeiten
Die 1441 erbaute Pfarrkirche Maria Heimsuchung besitzt einen spätgotischen Flügelaltar um 1500. Einige Grabsteine stammen aus dem 15. und 16. Jahrhundert.

## Wirtschaft und Infrastruktur

### Wirtschaft einschließlich Land- und Forstwirtschaft
Es gab 1998 nach der amtlichen Statistik im Bereich der Land- und Forstwirtschaft 15, im produzierenden Gewerbe 146 und im Bereich Handel und Verkehr 48 sozialversicherungspflichtig Beschäftigte am Arbeitsort. In sonstigen Wirtschaftsbereichen waren am Arbeitsort 52 Personen sozialversicherungspflichtig beschäftigt. Sozialversicherungspflichtig Beschäftigte am Wohnort gab es insgesamt 682. Im verarbeitenden Gewerbe gab es vier, im Bauhauptgewerbe drei Betriebe. Zudem bestanden im Jahr 1999 91 landwirtschaftliche Betriebe mit einer landwirtschaftlich genutzten Fläche von 1854 Hektar, davon waren 1393 Hektar Ackerfläche.

### Bildung
Es gibt folgende Einrichtungen:
- Kindergärten: 75 Kindergartenplätze mit 66 Kindern (Stand: 1999)
- Pfarrer-Reindl-Grundschule: 73 Kinder in 3 Klassen (Stand: 2017)
- Gemeindebücherei